# 本地大塚古墳
本地大塚古墳 （ほんぢおおつかこふん） は愛知県瀬戸市にある古墳。形状は前方後円墳。
瀬戸市指定文化財の第一号の文化財に指定されている。

## 概要
本地大塚古墳は、瀬戸市西本地町１丁目地内に所在している。瀬戸市南西部、瀬戸川と矢田川の合流地点から南東へ約500mの地点に立地し、周辺は河川により形成された沖積地が広域に拡がり、その南側には幡山丘陵が東西方向へ展開している。
　全長30.8ｍ、直径23mの前方後円墳で、主軸を東西方向へ向け、西側に前方部、東側に後円部が配され、後円部に対し前方部が短い「帆立貝式」と呼ばれる墳丘に分類されている。現在は開墾によって墳丘上部は削られて低くなっている。瀬戸市内では明らかとなっている唯一の前方後円墳である。墳丘の周りにはかつては周濠もあったとされている。
昭和51年に瀬戸市指定文化財の第1号に指定された。

## 発掘調査

### 昭和40年と41年
瀬戸考土サークルにより墳丘付近で発掘調査が実施され、後円部などには、墳丘をとり囲んで円須恵質の円筒形埴輪や朝顔形埴輪、人物や馬を模った形象埴輪の他、須恵器などが列をなして多数出土された。

### 平成27年
第1次調査5月20日～7月31日 第2次調査　10月6日～10月9日
隣接する幡山西保育園の園舎建替に伴う発掘調査が実施され、古墳に伴う周溝が検出された。周溝は墳丘を中心に内側と外側の二重で展開することが明らかとなり、内側の周溝の北西端の状況を確認された。また、埴輪と須恵器を主体とした遺物が出土された。

## 出土品
出土遺物の一部は、瀬戸蔵ミュージアムで展示されている。

## 参考資料
- 公益財団法人 瀬戸市文化振興財団　本地大塚古墳　西本地町東遺跡の発掘調査
- 瀬戸蔵ミュージアム